# Distretto di Erciş
Il distretto di Erciş (in turco Erciş ilçesi) è uno dei distretti della provincia di Van, in Turchia.